# Захарен диабет тип 2
Захарен диабет тип 2, познат по-рано като инсулинонезависим захарен диабет (ИНЗД) или диабет с начало в зряла възраст, представлява метаболитно нарушение, което се характеризира с високо ниво на кръвната глюкоза в контекста на инсулинова резистентност и относителен дефицит на инсулин. Той е различен от захарния диабет тип 1, при който има абсолютен дефицит на инсулин поради унищожаване на островните клетки в панкреаса. Класическите симптоми са прекомерна жажда, често уриниране и постоянно чувство на глад. Диабет тип 2 съставлява 90% от случаите на диабет, като останалите 10% се дължат главно на захарен диабет тип 1 и гестационен диабет. Затлъстяването се счита за основна причина за захарен диабет тип 2 при хора, които са генетично предразположени към заболяването.

## Лечение
Диабет тип 2 първоначално се овладява като се увеличат физическите упражнения и се спазва модифициран хранителен режим. Ако нивата на кръвната глюкоза не се понижат адекватно от тези мерки, може да се наложат лекарства като метформин или инсулин. При пациенти на инсулин обикновено се изисква рутинна проверка на нивата на кръвната захар.

## Прогноза и епидемиология
Заболеваемостта от диабет се е повишила значително през последните 50 години успоредно със затлъстяването. През 2010 г. приблизително 285 милиона души страдат от това заболяване, в сравнение с около 30 милиона през 1985 г. Дългосрочните усложнения от високото ниво на кръвната захар може да включват сърдечно заболяване, сърдечен удар, диабетна ретинопатия, при която се засяга зрението, сърдечна недостатъчност, при която може да се наложи диализа и лошо кръвообръщение в крайниците, което може да доведе до ампутация. Острото усложнение кетоацидоза, проява на диабет тип 1 се среща рядко. Може обаче да настъпи некетонна хиперосмоларна кома.

## Признаци и симптоми
Класическите симптоми на диабет са полиурия (често уриниране), полидипсия (повишено чувство на жажда), полифагия (повишено чувство на глад) и загуба на тегло. Други симптоми, които често присъстват в диагнозата, включват: анамнеза на замъглено зрение, сърбеж, периферна невропатия, чести вагинални инфекции и умора. При много хора обаче не се проявяват никакви симптоми през първите няколко години и се диагностицират при рутинни изследвания.При пациенти със захарен диабет тип 2 рядко може да се получи некетонна хиперосмоларна кома (състояние на много висока кръвна захар, свързано с понижено ниво на съзнанието и ниско кръвно налягане).

### Усложнения
Диабет тип 2 обикновено е хронично заболяване, свързано с по-кратка продължителност на живота от порядъка на десет години. Това до известна степен се дължи на няколко усложнения, свързани с болестта, които включват: два до четири пъти по-голям риск от сърдечно-съдово заболяване, включително исхемична болест на сърцето и сърдечен удар, 20-кратно повишаване на ампутациите на долните крайници и повишаване честотата на хоспитализиране. В развитите страни, а все повече и на други места, диабет тип 2 е най-големият причинител на нетравматична слепота и бъбречна недостатъчност. Установена е и връзка с повишен риск от когнитивна дисфункция деменция чрез болестни процеси като например болест на Алцхаймер и съдова деменция. Други усложнения включват акантозис нигриканс, сексуална дисфункция и чести инфекции.

## Причина
Развиването на диабет тип 2 се причинява от комбинация от генетични фактори и фактори на начина на живот. Докато някои от тях, като например диетата и пълнотата, могат да се контролират от лицето, други като възрастта, женският пол и генетиката – не могат. Липсата на достатъчно сън се свързва с диабет тип 2. Смята се, че сънят влияе на метаболизма. Хранителният статус на майката по време на развитието на зародиша може също да изиграе роля, като един предложен механизъм е този на промененото метилиране на ДНК.

### Начин на живот
За много фактори от начина на живот се знае, че са важни за развитието на диабет тип 2, включително пълнотата (определена от индекс на телесната маса по-голям от тридесет), липсата на физическа активност, лошите хранителни навици, стресът и урбанизацията. Излишните телесни мазнини се свързват с 30% от случаите при пациенти от китайски и японски произход, 60 – 80% от случаите при пациенти от европейски и африкански произход и 100% при индианците пима и тихоокеанските островитяни. Тези, които не са пълни, често имат висок коефициент на съотношението талия/ханш.
Хранителните фактори също влияят върху риска от развиване на диабет тип 2. Прекалената консумация на подсладени със захар напитки се свързва с повишен риск. Видът мазнини в храната също са важни, като наситените мазнини и трансмастните киселини повишават риска, а полиненаситените и мононенаситените мазнини понижават риска. Консумацията на много бял ориз изглежда също играе роля за повишаването на риска. Смята се, че недостатъчната физическа активност причинява 7% от случаите.

### Генетика
При повечето случаи на диабет роля играят множество гени като всеки един допринася по малко за повишаване на вероятността от развиване на тип 2. Ако единият от двойка идентични близнаци има диабет, шансът и другият да развие диабет през живота си е по-голям от 90%, докато вероятността при неидентичните близнаци е 25 – 50%. От 2011 г. насам са открити повече от 36 гена, които допринасят за риска от развиване на диабет тип 2. Всички тези гени заедно все пак са причина само за 10% от цялостния наследствен компонент на болестта. TCF7L2 алел например увеличава риска от развиване на диабет с 1,5 пъти и представлява най-големият риск от обикновените генетични варианти. Повечето от гените, свързани с диабет, са свързани с бета-клетъчните функции.
Има няколко редки случая на диабет, които възникват поради аномалия на един-единствен ген (познати като моногенетични форми на диабет или „други специфични видове диабет“). Те включват възрастов тип диабет при млади хора (MODY), синдром на Донахю, синдром на Рабсон-Менденхол и други. Възрастовият тип диабет при млади хора представлява 1 – 5% от всички случаи на диабет при младите хора.

### Медицински предпоставки
Съществуват редица лекарства и други здравословни проблеми, които може да предразположат към диабет. Някои от лекарствата включват глюкокортикоиди, тиазиди, бета-блокери, атипични антипсихотици, и статини. При тези, които преди са имали гестационен диабет, рискът да развият диабет тип 2 е по-голям. Други, свързани с диабета здравословни проблеми, включват акромегалия, синдром на Кушинг, хипертиреоидизъм, феохромоцитома и определени видове рак като глюкагонома. Недостигът на тестостерон също се свързва с диабет тип 2.

## Патофизиология
Диабет тип 2 се дължи на недостатъчното производство на инсулин от бета-клетките в условия на инсулинова резистентност. Инсулиновата резистентност, която представлява неспособност на клетката да реагира адекватно на нормалните нива на инсулин, се проявява главно в мускулите, черния дроб и мастната тъкан. В черния дроб инсулинът обикновено потиска отделянето на глюкоза. В условия на инсулинова резистентност обаче, черният дроб отделя неправилно глюкоза в кръвта. Съотношението на инсулиновата резистентност спрямо бета-клетъчната дисфункция се различава при различни индивиди, като някои имат предимно инсулинова резистентност и само малък дефект при секрецията на инсулин, а при други – лека инсулинова резистентност и главно липса на инсулинова секреция.
Други потенциално важни механизми, свързани с диабет тип 2 и инсулиновата резистентност включват повишено разграждане на липидите вътре в мастната клетка и резистентност към и липса на инкретин, високи нива на глюкагон в кръвта, повишено задържане на сол и вода от бъбреците и неправилна регулация на метаболизма от централната нервна система. Не всички хора обаче, които имат инсулинова резистентност, развиват диабет, тъй като важна предпоставка е и нарушаването на инсулиновата секреция от панкреасните бета-клетки.

## Диагноза
| Състояние                   | Глюкоза след 2 часа | Глюкоза на гладно        | HbA1c   |
| --------------------------- | ------------------- | ------------------------ | ------- |
|                             | mmol/l (mg/dl)      | mmol/l (mg/dl)           | %       |
| Нормална                    | <7.8 (<140)         | <6.1 (<110)              | <6.0    |
| Нарушена гликемия на гладно | <7.8 (<140)         | ≥ 6.1(≥110) & <7.0(<126) | 6.0–6.4 |
| Нарушен глюкозен толеранс   | ≥7.8 (≥140)         | <7.0 (<126)              | 6.0–6.4 |
| Захарен диабет              | ≥11.1 (≥200)        | ≥7.0 (≥126)              | ≥6.5    |

Определението на Световната здравна организация за диабет (тип 1 и тип 2) е еднократно отчитане на повишена кръвна захар със симптоми на повишени стойности при два случая на някое от следните:
- плазмена глюкоза на гладно ≥ 7 mmol/l (126 mg/dl)

или
- при тест за глюкозна толерантност, два часа след пероралната доза, плазмена глюкоза ≥ 11,1 mmol/l (200 mg/dl)

Кръвна захар, измерена на произволни интервали и със стойност над 11,1 mmol/l (200 mg/dL), заедно с типичните симптоми или гликиран хемоглобин (HbA1c) над 6,5%, е още един метод за диагностициране на диабет. През 2009 г. Международен експертен комитет, който включва представители от Американската асоциация за диабет (ADA), Международната федерация за борба с диабета (IDF) и Европейската асоциация за изследване на диабета (EASD), препоръча праг от ≥6,5% HbA1c, който да се използва за диагностициране на диабет. Тази препоръка е възприета от Американската асоциация за диабет през 2010 г. При положителен резултат изследванията трябва да се повторят, освен ако човекът не показва типичните симптоми и кръвна захар >11,1 mmol/l (>200 mg/dL/).
Прагът за диагностициране на диабет се основава на връзката между резултатите от изследванията за глюкозна толерантност, глюкоза на гладно или HbA1c и някои усложнения като например проблеми с ретината. Измерването на кръвната захар на гладно или на произволни интервали е за предпочитане пред теста за глюкозна толерантност, тъй като тези изследвания са по-удобни за хората. HbA1c има предимството, че не се изисква гладуване и резултатите са по-стабилни, но недостатъкът е, че изследването е по-скъпо от измерването на глюкозата в кръвта. Изчислено е, че 20% от хората с диабет в Съединените американски щати не осъзнават, че страдат от болестта.
Захарният диабет тип 2 се характеризира с високо ниво на кръвната глюкоза в контекста на инсулинова резистетност и относителен дефицит на инсулин. Той се различава рязко от захарен диабет тип 1, при който е налице абсолютен дефицит на инсулин поради унищожаване на островните клетки в панкреаса и от гестационния захарен диабет, който представлява неизпитвано преди увеличаване на кръвните захари и е свързан с бременността. Диабет тип 1 и тип 2 обикновено се разграничават въз основа на наличните обстоятелства. При съмнение за диагнозата, изследването за антитела може да помогне за потвърждаване на диабет тип 1, а изследването на нивата на C-пептид може да помогне за потвърждаване на диабет тип 2.

## Скрининг
Няма универсален скрининг за диабет, препоръчван от голяма организация, тъй като няма доказателства, че една такава програма би подобрила резултатите. Скринингът се препоръчва от Работната група за превенция на САЩ при възрастни без симптоми, чието кръвно налягане е по-високо от 135/80 mmHg. При хората с по-ниско кръвно налягане няма достатъчно доказателства, за да се даде препоръка за или против скрининга. Световната здравна организация препоръчва да се изследват само групите с висок риск. Групите с висок риск в Съединените щати включват хора на възраст над 45 години, хора с роднини по права линия от първа степен, които имат диабет, някои етнически групи, включващи латиноамериканци, афроамериканци и коренното население на Америка, жени с анамнеза на гестационен диабет, синдром на поликистозни яйчници, хора с наднормено тегло и нарушения, свързани с метаболитен синдром.

## Превенция
Началото на диабет тип 2 може да бъде забавено или предотвратено чрез правилно хранене и физически упражнения. Интензивните мерки по отношение на начина на живот могат да намалят риска с над 50%. Физическата активност оказва положително влияние независимо от първоначалното тегло на човека и последващото намаляване на теглото. Доказателствата за ползата само от промени в хранителния режим обаче са ограничени, като има известни доказателства за ползата от хранителен режим с висок прием на зелени листни зеленчуци и за ползата от ограничаването на приема на съдържащи захар напитки. При хора с нарушена глюкозна толерантност хранителният режим и физическите упражнения, със или без съчетаване с прием на метформин или акарбоза, могат да намалят риска от развиване на диабет. Промените в начина на живот са по-ефикасни от метформина.

## Овладяване
Овладяването на диабет тип 2 се осъществява най-вече чрез промени в начина на живот, намаляване на други рискови фактори за сърдечно-съдовата система и поддържане на нивата на кръвната глюкоза в нормални граници. През 2008 г. британската Национална здравна служба препоръчва самостоятелно наблюдение на кръвната захар при хора с поставена за първи път диагноза на диабет тип 2, но ползата от самостоятелно наблюдение при хората, използващи многодозов инсулин е съмнителна. Овладяването на други рискови фактори, свързани със сърдечно-съдовата система като хипертония, висок холестерол и микроалбуминурия, подобрява очакваната продължителност на живота. Интензивното поддържане на нивото на кръвното налягане (под 130/80 mmHg), сравнено със стандартното поддържане на нивото на кръвното налягане (под 140 – 160/85 – 100 mmHg), води до леко намаляване на риска от инсулт, но няма ефект върху цялостния риск от смърт.
Интензивното намаляване на кръвната захар (HbA1C<6%), сравнено със стандартното намаляване на кръвната захар (HbA1C of 7-7,9%), не показва промени в относителния дял на смъртността. Целта на лечението обикновено е HbA1C под 7% или глюкоза на гладно под 6,7 mmol/L (120 mg/dL), но тези цели могат да се променят след професионална клинична консултация, която отчита характерните рискове от хипогликемия и очакваната продължителност на живота. Препоръчва се всички хора с диабет тип 2 да преминават през редовни офталмологични (очни) прегледи.

### Начин на живот
Подходящата диета и физическата активност са в основата на борбата срещу диабета, като по-голямото физическо натоварване води до по-добри резултати. Аеробните упражнения водят до намаляване на HbA1C и до подобрена чувствителност към инсулин. Тренировките за издръжливост също са полезни, а най-ефикасно може да се окаже комбинирането на двата вида упражнения. От важно значение е диетата за диабет, която помага за намаляване на телесното тегло. Въпреки че въпросът за избора на най-добра диета за намаляване на телесното тегло е спорен, установено е, че диетата с нисък гликемичен индекс подобрява контрола на кръвната захар. Правилната култура на хранене може да помогне на хората с диабет тип 2 да контролират нивата на кръвната си захар за период не по-малък от шест месеца. Ако при хора с лека форма на диабет промените в начина на живот не доведат до подобрение на нивата на кръвната захар в рамките на шест седмици, трябва да се обмисли употребата на лекарства.

### Лекарства
Съществуват няколко класа антидиабетични лекарства. Метформин обикновено се препоръчва като първа линия лечение, тъй като има доказателства, че намалява смъртността. В случай, че метформин не е достатъчен, може да се използва втори перорален агент от друг клас. Други класове лекарства включват:
- сулфанилурейни препарати;
- несулфанилурейни препарати;
- стимулиращи секретагози;
- инхибитори на алфа-глюкозидазата;
- тиазолидиндиони;
- аналог на глюкагон-подобен пептид-1;
- дипептидил пептидаза-4 инхибитори.[8][51]

Метформин не трябва да се използва при хора с тежки бъбречни или чернодробни проблеми. Инжекциите инсулин може да се добавят към пероралните лекарства или да се прилагат самостоятелно.
Повечето хора първоначално нямат нужда от инсулин. При употребата му, обикновено нощем, се добавя и дългодействаща лекарствена формула като се продължава приемът на пероралните лекарства. След това дозите се увеличават до постигане на ефикасен резултат (докато се достигне задоволителен контрол на нивата на кръвната захар). Когато нощният инсулин не е достатъчен, прилагането на инсулин два пъти дневно може да доведе до постигане на по-добър контрол. Дългодействащите инсулини – гларгин и детемир не са много по-добри в сравнение с неутралния протамин Хагедорн (неутрален протамин Хагедорн (NPH)) инсулин, но от 2010 г. насам са със значително по-висока цена и това ги прави нерентабилни. При бременност обикновено лечението с инсулин е по избор.

### Хирургия
Бариатричната хирургия при хората с наднормено тегло е ефективна мярка за лечение на диабет. След операция много хора са в състояние да поддържат нормални нива на кръвната захар с помощта на малък брой лекарства или дори без никакви лекарства, като дългосрочната смъртност се понижава. При операциите обаче съществува краткосрочен риск от смърт от по-малко от 1%. Все още не са известни граничните стойности на индекса на телесната маса, при които е уместно да се извършва хирургическа операция. Обмислянето на тази възможност се препоръчва при хора, които не са в състояние да контролират телесното си тегло и кръвната захар.

## Епидемиология
В световен мащаб от 2010 г. насам е изчислено, че 285 милиона души с диабет тип 2 съставляват около 90% от случаите на диабет. Това се равнява на приблизително 6% от възрастното население в света. Диабетът е често срещан в развитите страни и в развиващите се страни. Той обаче остава рядко срещан в страните от третия свят.
Жените изглежда са изложени на по-висок риск, както и определени етнически групи като южноазиатци, тихоокеанското островно население, латиноамериканци и индианци. Това може да се дължи на повишената чувствителност към западния начин на живот при определени етнически групи. Традиционно смятан за болест при възрастните, диабет тип 2 все по-често се диагностицира при деца, успоредно с повишаващите се нива на затлъстяване при тях. Сред тийнейджърите в САЩ диабет тип 2 се диагностицира толкова често, колкото диабет тип 1.
Броят на болните от диабет през 1985 г. възлиза на 30 милиона, като през 1995 г. се е повишил на 135 милиона, а през 2005 г. на 217 милиона. Смята се, че това увеличение се дължи предимно на глобалното застаряване на населението, намаляването на физическата активност и увеличаващия се процент на затлъстяване. От 2000 г. насам петте държави с най-голям брой пациенти, страдащи от диабет са: Индия – 31,7 милиона, Китай – 20,8 милиона, САЩ – 17,7 милиона, Индонезия – 8,4 милиона и Япония – 6,8 милиона. Диабетът е признат за глобална епидемия от Световната здравна организация.

## История
Диабетът е едно от първите заболявания, описано в египетски ръкопис от около 1500 г. пр.н.е., като се споменава „отделяне на прекалено голямо количество урина“. Смята се, че първите описани случаи са свързани с диабет тип 1. Приблизително по същото време индийски лекари идентифицират заболяването и го квалифицират като madhumeha или медена урина, като забелязват, че урината привлича мравките. Терминът „диабет“ или „преминаване през“ е използван за първи път през 230 г. пр.н.е. от гръцкия лекар Аполоний. Заболяването е рядко срещано по времето на Римската империя като Гален коментира, че е станал свидетел само на два случая по време на кариерата си.
Диабет тип 1 и тип 2 са идентифицирани за първи път като отделни заболявания от индийските лекари Шушрута и Чарака през 400 – 500 г., като тип 1 е свързван с младите хора, а тип 2 – с хората с наднормено тегло. В края на 18 век англичанинът Джон Рол добавя термина „захарен“ или „от мед“, за да разграничи заболяването от инсипиден диабет, което се свързва и с често уриниране. До началото на 20 век все още няма разработено ефикасно лечение, докато през 1921 г. и 1922 г. канадците Фредерик Бантинг и Чарлз Бест не откриват инсулина. Това откритие е последвано от разработването на дългодействащия неутрален протамин Хагедорн (NPH) инсулин през 40-те години на 20 век.